# Hockey Club Lugano 2009-2010
La stagione 2009-2010 è la 30ª che l'Hockey Club Lugano gioca nella Lega Nazionale A.

## Regular season

### Classifica
| Pos. | Squadra                | GP | V  | S  | PS | GF  | GS  | Pts. |
| ---- | ---------------------- | -- | -- | -- | -- | --- | --- | ---- |
| 1.   | Berna                  | 50 | 34 | 11 | 2  | 154 | 117 | 102  |
| 2.   | Ginevra-Servette       | 50 | 34 | 11 | 5  | 166 | 113 | 101  |
| 3.   | Zugo                   | 50 | 32 | 14 | 3  | 165 | 125 | 98   |
| 4.   | Davos                  | 50 | 33 | 14 | 3  | 181 | 124 | 96   |
| 5.   | Kloten Flyers          | 50 | 31 | 16 | 3  | 163 | 138 | 87   |
| 6.   | ZSC Lions              | 50 | 25 | 17 | 6  | 185 | 165 | 84   |
| 7.   | Friburgo-Gottéron      | 50 | 22 | 22 | 6  | 145 | 160 | 68   |
| 8.   | HC Lugano              | 50 | 23 | 23 | 4  | 153 | 166 | 67   |
| 9.   | Bienne                 | 50 | 19 | 26 | 5  | 134 | 182 | 59   |
| 10.  | Rapperswil-Jona Lakers | 50 | 18 | 30 | 2  | 129 | 154 | 54   |
| 11.  | Langnau Tigers         | 50 | 16 | 29 | 5  | 141 | 192 | 51   |
| 12.  | Ambrì-Piotta           | 50 | 10 | 35 | 5  | 107 | 187 | 33   |

LEGENDA:

G=Giocate, V=Vinte, S=Perse, PS=Perse ai supplementari, GF=Gol Fatti, GS=Gol Subiti, Pt=Punti

## Playoff
Quarti di finale: SC Bern - HC Lugano 4-0
| Berna 9 marzo 2010 | SC Bern | 5 – 2 | HC Lugano | PostFinance Arena |

| Lugano 11 marzo 2010 | HC Lugano | 6 – 7 | SC Bern | Resega |

| Berna 13 marzo 2010 | SC Bern | 7 – 0 | HC Lugano | PostFinance Arena |

| Lugano 16 marzo 2010 | HC Lugano | 1 – 3 | SC Bern | Resega |

## Giocatori

### Roster
| N. | Naz.                                    | Ruolo | Nome                | Anno | Alt. | Peso | Tiro |
| -- | --------------------------------------- | ----- | ------------------- | ---- | ---- | ---- | ---- |
| 3  | Svizzera (bandiera)                     | D     | Julien Vauclair - A | 1979 | 184  | 92   | L    |
| 5  | Svizzera (bandiera)                     | D     | Timo Helbling       | 1981 | 189  | 94   | R    |
| 7  | Svizzera (bandiera)                     | D     | Alessandro Chiesa   | 1987 | 190  | 95   | R    |
| 8  | Svizzera (bandiera)                     | D     | Steve Hirschi       | 1981 | 180  | 84   | L    |
| 11 | Svizzera (bandiera)                     | D     | Matteo Nodari       | 1987 | 185  | 82   | L    |
| 12 | Svizzera (bandiera)                     | D     | Leandro Profico     | 1990 | 177  | 74   | L    |
| 14 | Stati Uniti (bandiera)                  | A     | Brady Murray        | 1984 | 176  | 82   | L    |
| 17 | Svizzera (bandiera)                     | A     | Tristan Vauclair    | 1985 | 180  | 80   | L    |
| 20 | Svizzera (bandiera)                     | P     | Pasquale Terrazzano | 1989 | 185  | 78   | L    |
| 22 | Svezia (bandiera)                       | D     | Johan Åkerman       | 1972 | 181  | 91   | R    |
| 23 | Canada (bandiera)                       | A     | Boyd Devereaux -    | 1978 | 188  | 88   | L    |
| 26 | Svizzera (bandiera)                     | A     | Romano Lemm         | 1984 | 190  | 95   | R    |
| 27 | Canada (bandiera)                       | A     | Randy Robitaille    | 1975 | 180  | 88   | L    |
| 29 | Svizzera (bandiera)                     | P     | David Aebischer     | 1978 | 186  | 85   | L    |
| 33 | Finlandia (bandiera)                    | D     | Petteri Nummelin    | 1972 | 178  | 89   | L    |
| 38 | Svizzera (bandiera)                     | A     | Raffaele Sannitz    | 1983 | 187  | 93   | L    |
| 40 | Svizzera (bandiera)                     | A     | Flavien Conne - A   | 1980 | 177  | 81   | L    |
| 44 | Svizzera (bandiera)                     | A     | Andy Näser - C      | 1974 | 182  | 82   | L    |
| 51 | Stati Uniti (bandiera)                  | A     | Jeff Hamilton       | 1977 | 178  | 84   | R    |
| 61 | Svizzera (bandiera)                     | A     | Mauro Jörg          | 1990 | 184  | 87   | L    |
| 76 | Svizzera (bandiera) · Canada (bandiera) | A     | Hnat Domenichelli   | 1976 | 183  | 86   | L    |
| 79 | Svizzera (bandiera)                     | A     | Oliver Kamber       | 1979 | 178  | 75   | L    |
| 88 | Svizzera (bandiera)                     | A     | Kevin Romy          | 1985 | 182  | 88   | L    |
| 89 | Svizzera (bandiera)                     | A     | Roman Schlagenhauf  | 1989 | 189  | 89   | L    |
|    | Stati Uniti (bandiera)                  | A     | Bill Thomas         | 1983 | 185  | 85   | R    |

Legenda: P=Portiere; D=Difensore; A=Attaccante; AS=Ala Sinistra; C=Centro; AD=Ala Destra; L = sinistra, R = destra

## Trasferimenti

### In Estate
| Arrivi | Arrivi             | Arrivi              | Arrivi     |
| R.     | Nome               | da                  | Modalità   |
| ------ | ------------------ | ------------------- | ---------- |
| D      | Johan Åkerman      | Lok. Jaroslavl’     | Free Agent |
| A      | Jeff Hamilton      | Toronto Maple Leafs | Free Agent |
| A      | Roman Schlagenhauf | Kloten Flyers       | Free Agent |
| A      | Evgeni Schiriayev  | La Chaux-de-Fonds   | Free Agent |

| Cessioni | Cessioni          | Cessioni               | Cessioni   |
| R.       | Nome              | a                      | Modalità   |
| -------- | ----------------- | ---------------------- | ---------- |
| D        | Krister Cantoni   |                        | Ritiro     |
| D        | Johan Fransson    | Luleå                  | Free Agent |
| A        | Mike Maneluk      | Losanna                | Free Agent |
| A        | Thierry Paterlini | Rapperswil-Jona Lakers | Free Agent |
| A        | Patrick Thoresen  | Salavat Julaev         | Free Agent |

Legenda: P=Portiere; D=Difensore; A=Attacco

### In Stagione
| Arrivi | Arrivi         | Arrivi              | Arrivi                |
| R.     | Nome           | da                  | Modalità              |
| ------ | -------------- | ------------------- | --------------------- |
| A      | Boyd Devereaux | Toronto Maple Leafs | Free Agent            |
| A      | Matt Murley    | Langenthal          | Risoluzione contratto |
| A      | Oliver Kamber  | ZSC Lions           | Prestito              |
| A      | Bill Thomas    | Springfield Falcons | Risoluzione contratto |

| Cessioni | Cessioni          | Cessioni               | Cessioni              |
| R.       | Nome              | a                      | Modalità              |
| -------- | ----------------- | ---------------------- | --------------------- |
| D        | Andreas Hänni     | Berna                  | Prestito              |
| A        | Dario Kostović    | ZSC Lions              | Prestito              |
| A        | Matt Murley       | Rapperswil-Jona Lakers | Free Agent            |
| A        | Evgeni Schiriayev | Ajoie                  | Risoluzione contratto |

Legenda: P=Portiere; D=Difensore; A=Attacco